# Светлогорский целлюлозно-картонный комбинат
Открытое акционерное общество «Светлогорский целлюлозно-картонный комбинат» (Светлогорский ЦКК; бел. Светлагорскі цэлюлозна-кардонны камбінат) — белорусское предприятие по производству картона и изделий из него, расположенное в городе Светлогорске Гомельской области. Предприятие считается одним из градообразующих для Светлогорска. На базе комбината строится завод сульфатной белёной целлюлозы.

## История
Комбинат начал работу в 1968 году, изначально специализировался на производстве гофрокартона и гофроупаковки. Затем были введены в эксплуатацию завод по производству бисульфитной целлюлозы на магниевой основе, картонно-бумажная фабрика, фабрика фильтрующего картона (для пищевой промышленности), было организовано производство цельного склеенного картона, бумажных мешков и других изделий. Завод неоднократно модернизировался, в результате чего стал предприятием полного цикла переработки древесного сырья в гофрированный картон (2-, 3-, 5- и 8-слойный) и другие продукты.
Первоначально предприятие называлось Светлогорский целлюлозно-картонный комбинат (ЦКК), подчинялось Министерству лесной, целлюлозно-бумажной и деревообрабатывающей промышленности БССР. 31 мая 1976 года Светлогорский ЦКК был преобразован в Светлогорский целлюлозно-бумажный завод (ЦБЗ) и передан в Белорусское производственное объединение целлюлозно-бумажной промышленности «Белбумпром» Министерства целлюлозно-бумажной промышленности СССР. 15 декабря 1978 года предприятие было названо в честь КПБ, новым полным названием стало «Светлогорский целлюлозно-бумажный завод им. 60-летия Компартии Белоруссии». 20 октября 1991 года упоминание 60-летия КПБ было убрано из названия предприятия. 9 марта 1993 года предприятие вошло в состав Белорусского производственно-торгового концерна лесной, деревообрабатывающей и целлюлозно-бумажной промышленности «Беллесбумпром». В том же году преобразовано в открытое акционерное общество.
У комбината есть филиал в Чашниках (бумажная фабрика «Красная звезда»). По состоянию на 2020 год 99,99% акций компании принадлежало государству, остальные 0,007% были распределены.
В 2020 году выручка предприятия составила 363,7 млн руб. (140 млн долларов), чистый убыток составил 72 млн руб. (ок. 28 млн долларов), нераспределённый убыток — 509 млн руб. (ок. 200 млн долларов), долгосрочные обязательства — 2128 млн руб. (820 млн долларов), на предприятии работало 2726 человек.

## Строительство завода белёной целлюлозы
В течение длительного времени Республика Беларусь была импортёром белёной целлюлозы — важного сырья для производства бумаги, и в Светлогорске на базе ЦКК было намечено строительство нового производства. В октябре 2010 года был подписан контракт с китайской компанией CAMCE на строительство завода сульфатной белёной целлюлозы. 85 % от общей суммы строительства в 800 миллионов долларов составил китайский связанный кредит. Планировалось, что новое предприятие мощностью 400 тысяч тонн сульфатной белёной целлюлозы в год начнёт работу в 2015 году и станет филиалом Светлогорского ЦКК. Местные жители собирали подписи против строительства нового предприятия.
Строительство происходило с большим отставанием от графика. В результате в 2019 году руководство Светлогорского ЦКК начало процедуру разрыва контракта с китайским генподрядчиком. В качестве оснований назывались нарушение строительных норм и сроков, были выявлены факты поставки бракованного оборудования и появление сильного неприятного запаха в окрестностях завода. Кроме того, генподрядчик отказался вводить предприятие в промышленную эксплуатацию.
В середине 2019 года завод работал в режиме опытно-промышленной эксплуатации с загрузкой около 60 %. Долги ОАО «Светлогорский целлюлозно-картонный комбинат» перед китайскими банками частично погашались Министерством финансов Республики Беларусь. В результате строительства завода белёной целлюлозы ОАО «Светлогорский целлюлозно-картонный комбинат» стал убыточным предприятием, ни разу не показав чистую прибыль с 2012 года. В начале 2019 года общий долг предприятия по кредитам и займам (1,86 млрд рублей — ок. 900 млн долларов) был значительно больше стоимости основных средств предприятия.

## Экология и происшествия
Строительство нового завода белёной целлюлозы осложнило экологическую обстановку в Светлогорске. После ввода предприятия в опытную эксплуатацию местные жители начали жаловаться на неприятный запах, удушье, тошноту, першение в горле, рвоту. Местные власти и представители завода подтвердили факт выбросов, но назвали их временными и связали с вынужденной наладкой оборудования в процессе выхода на проектную мощность. При этом подчёркивалось, что в пробах воздуха не было обнаружено превышение предельно допустимых концентраций загрязняющих веществ. По расчётам Белорусского научно-исследовательского центра «Экология», в жилой зоне города концентрации сероводорода, аммиака, формальдегида не должны превышать предельно допустимые концентрации, оставаясь на уровне 0,6-0,96 ПДК (от 60 % до 96 % от допустимого уровня). Предполагалось, что резкий запах гнилой капусты, который чувствовали местные жители, был вызван меркаптанами, наличие которых в атмосфере ранее не исследовалось.
В мае 2019 года работники предприятия распространили в соцсетях фотографии обрушившейся крыши в одном из новых цехов. Руководство комбината отрицало факт обрушения крыши, заявляя о её плановом ремонте.
30 июля 2020 года на комбинате во время ремонтных работ прорвало трубу с высокотемпературной щелочной смесью, из-за чего два человека получили тяжёлые ожоги (у одного из ремонтников зафиксированы ожоги 90 % тела). 4 августа один из них скончался в больнице в Минске.
19 октября 2020 года произошел взрыв и последующее возгорание резервуара с талловым маслом, при этом взрывная волна сбросила на землю рабочего, что привело к его смерти.